# Horst Todt
Horst Todt (* 30. September 1935 in Irfersgrün) ist ein deutscher Neuropädiater und Epileptologe.

## Leben
Todt absolvierte das Studium der Humanmedizin, das er aus politischen Gründen erst mit Verzögerung aufnehmen konnte, in Leipzig und an der Medizinischen Akademie Dresden (MAD, später Universitätsklinikum der Technischen Universität), 1962 legte er das medizinische Staatsexamen ab. Von 1964 bis 1968 folgte die Facharztweiterbildung für Pädiatrie an der Klinik für Kinderheilkunde der MAD. 1973 erhielt er die Facultas Docendi für das Fach Kinderheilkunde und wurde zum Leiter der EEG-Abteilung ernannt. 1980 habilitierte sich Todt mit der Arbeit „Zur Spätprognose kindlicher Epilepsien – Ergebnisse einer prospektiven Längsschnittuntersuchung“, die als eine der wenigen aus der damaligen DDR nach ihrer englischsprachigen Publikation auch internationale Beachtung fand.
1983 wurde Todt zum Leiter der neu gegründeten Abteilung für Neuropädiatrie ernannt, 1987 folgte die Berufung zum Hochschuldozenten.
Nach der Wiedervereinigung der DDR mit der Bundesrepublik Deutschland wurde er 1992 zum außerplanmäßigen Professor und 1993 zum C3-Professor für Kinderheilkunde mit dem Schwerpunkt Neuro- und Sozialpädiatrie an der Medizinischen Fakultät der TU Dresden ernannt. Im Jahr 2000 wurde Todt emeritiert, war aber aufgrund personeller Engpässe an der Klinik bis 2002 weiterhin dort tätig.
Todt ist verheiratet und hat eine Tochter.

## Werk
Sein wissenschaftlicher Schwerpunkt war die pädiatrische Epileptologie. Todt war u. a. 1993 Präsident der Gesellschaft für Neuropädiatrie mit Organisation der Jahrestagung und Herausgabe des Kongressberichtes. Er hat viele Promotionen und noch mehr EEG-Ausbildungen betreut und ist nach wie vor aktiv an Neuropädiatrischen Seminaren und Fortbildungsveranstaltungen beteiligt.

## Auszeichnungen
- 1981: Arthur-Schlossmann-Preis der Sächsisch-Thüringischen Gesellschaft für Kinder- und Jugendmedizin und Kinderchirurgie (für seine Habilitationsschrift)
- 2010: Ehrenmitgliedschaft der Deutschen Gesellschaft für Epileptologie[3]
- 2013: Ehrenmitgliedschaft der Gesellschaft für Neuropädiatrie[4]